# Lista över ledamöter av Sveriges riksdags första kammare 1943
Ledamöter av Sveriges riksdags första kammare 1943.
Ledamöterna i första kammaren var invalda för en mandatperiod på åtta år. Se respektive valkrets för mandatperiodens utsträckning.

## Stockholms stad
(mandatperiod 1938-1945)
- Karl Wistrand, direktör, h
- Knut Ewerlöf, direktör, h
- Karl Gustaf Sandström, skattedirektör, h
- Harald Nordenson, direktör, h
- Gösta Siljeström, häradshövding, h
- Natanael Gärde, f.d. justitieråd, f
- Bertil Ohlin, professor, f
- Erik Olof Wiklund, ombudsman, s
- Fredrik Ström, redaktör, s
- Olof Carlsson, f.d. ledamot av försäkringsrådet, s
- Georg Branting, advokat, s
- Axel Strand, kassör i LO, s
- Axel Löfgren, f.d. förbundsordförande, s, f. 1880
- Ragnar Helgesson, förtroendeman, s, f. 1892

## Stockholms län och Uppsala län
(mandatperiod 1939-1946)
- Carl Beck-Friis, bruksägare, h
- Sigfrid Linnér, landshövding, h
- Nils Herlitz, professor, h
- Anders Aronsson, lantbrukare, bf, f. 1885
- Albert Andersson, hemmansägare, bf, f. 1878
- Gustav Möller, statsråd, s
- Albert Forslund, f.d. förbundsordförande, s, f. 1881
- Carl Primus Wahlmark, typograf, s, f. 1883
- Wilhelm Källman, f.d. kommunalkamrer, s
- Laur Franzon, köpman, s

## Södermanlands och Västmanlands län
(mandatperiod 1940-1947)
- Gustaf Tamm, jägmästare, h, f. 1876
- Erik von Heland,  godsägare, h
- Thorwald Bergquist, statsråd, f
- Anders Johan Bärg, förrådsförman, s
- Gustav Fahlander, folkskoleinspektör, s
- Anton Eklund, f.d. järnvägsman, s, f. 1883
- David Norman, folkskollärare, s, f. 1887
- Carl Dahlström, smed, s, f. 1877
- Iwar Anderson, kontorist, s, f. 1883

## Östergötlands län med Norrköpings stad
(mandatperiod 1941-1948)
- Israel Lagerfelt, friherre, godsägare, h
- Ivar Anderson, redaktör, h, f. 1891
- K.G. Westman, statsråd, bf, f. 1876
- Oscar Olsson, lektor, s, f. 1877
- Gottfrid Karlsson, lokomotivförare, s, f. 1882
- Frans Ericson, f.d. smältsmed, s
- Bengt Elmgren, överlärare, s

## Jönköpings län
(mandatperiod 1942-1949)
- Bernhard Nilsson i Landeryd, domänintendent, h
- Allan Holstensson, lantbrukare, bf, f. 1878
- Eskil Albertsson, lantbrukare, f
- Ivan Pauli, lektor, s
- Gustaf Heüman, mätaravläsare, s
- John Sandberg, överlärare, s

## Kronobergs och Hallands län
(mandatperiod 1943-1950)
- Johan Bernhard Johansson, lantbrukare, h
- Ivar Ekströmer, bruksägare, h
- Verner Andersson, lantbrukare, bf, f. 1887
- Vilmar Ljungdahl, egnahemsdirektör, bf, f. 1892
- Anders Andersson i Markaryd, f.d. fattigvårdskonsulent, s, f. 1871
- Sven Larsson, murare, s, f. 1883
- Axel Gjöres, statsråd, s

## Kalmar län och Gotlands län
(mandatperiod 1936-1943)
- Axel Mannerskantz, godsägare, h
- Carl Sundberg, bruksdisponent, h
- Petrus Nilsson i Gränebo, lantbrukare, bf, f. 1881
- Lars Gunnar Bodin, lantbrukare, bf, f. 1872
- Arthur Heiding, lantbrukare, bf
- Ruben Wagnsson, undervisningsråd, s
- Karl Magnusson, f.d. mjölnare, s

## Blekinge län och Kristianstads län
(mandatperiod 1940-1947)
- Johan Nilsson i Skottlandshus, f.d. landshövding, h, f. 1873
- Arvid De Geer, agronom, bf
- Gustaf Elofsson, lantbrukare, bf
- Emil Petersson i Karlskrona, direktör, fp
- William Linder, f.d. borgmästare, s
- Robert Berg, stuveriarbetere, s, f. 1877
- Jacob Hansson, stationsförman, s, f. 1878
- Nils Elowsson, redaktör, s
- Viktor Thörnberg, trycksvarvare, s, f. 1879

## Malmöhus län
(mandatperiod 1937-1944)
- Eilif Sylwan, sekreterare, h
- Lennart Bondeson, h
- Axel Löfvander, lantbrukare, bf
- Ivar Persson, agronom, bf
- Axel Roos, advokat, f
- Alfred Andersson i Bussjö, lantbrukare, s, f. 1881
- Johan Nilsson i Malmö, redaktör, s, f. 1874
- Edwin Berling, målarmästare, s, f. 1881
- Rudolf Anderberg, stationsmästare, s
- Herman Ericsson, stationskarl, s
- Axel Leander, linjearbetare, s, f. 1888
- Emil Ahlkvist, cementgjutare, s, f. 1899

## Göteborgs stad
(mandatperiod 1943-1950)
- Eric Ericsson, direktör, h
- Knut Petersson, redaktör, f, f. 1892
- Rickard Lindström, journalist, s
- Edgar Sjödahl, lektor, s
- Henry Johansson, direktör, s
- E. Jungen, överlärare, s, f. 1890

## Göteborgs och Bohus län
(mandatperiod 1942-1949)
- Frans Hansson i Hönö, fiskare, h, f. 1890
- John Gustavson, hemmansägare, bf, f. 1890
- Gustaf Karlsson i Munkedal, lokalredaktör, s, f. 1889
- Karl Andersson i Rixö, stenhuggare, s, f. 1889
- Oscar Mattsson, poststationsföreståndare, s

## Älvsborgs län
(mandatperiod 1942-1949)
- Georg Andrén, professor, h
- Johan Friggeråker (tidigare Johansson), lantbrukare, bf, f. 1872
- Bror Nilsson, egnahemsdirektör, bf, f. 1880
- Lennart Johansson i Fårekulla, lantbrukare, bf, f. 1884
- John Björck, handelsträdgårdsmästare, f, f. 1881
- Edvard Björnsson, lektor, s, f. 1878
- Karl Sandegård, kyrkoherde, s, f. 1880
- K.J. Olsson, redaktör, s, f. 1893

## Skaraborgs län
(mandatperiod 1936-1943)
- Fritiof Gustafsson, statsråd, h
- Karl Emil Johansson, lantbrukare, h, f. 1876
- Ernst Eskhult (tidigare Svensson), lantbrukare, bf, f. 1880
- Viktor Egnell, lantbrukare, bf, f. 1872
- Torsten Ström, handlande, s, f. 1885
- Helge Bäcklund, tågmästare, s, f. 1880

## Värmlands län
(mandatperiod 1942-1949)
- Gustav Björkman, förvaltare, h
- Åke Holmbäck, professor, f
- Karl Schlyter, häradshövding, s, f. 1879
- John Sandén, redaktör, s, f. 1867
- Östen Undén, professor, s
- Johannes Petersson, stationsförman, s, f. 1882

## Örebro län
(mandatperiod 1943-1950)
- Ernst Åqvist, direktör
- Harald Åkerberg, redaktör, s, f. 1883
- Fritjof Ekman, ombudsman, s
- Robert Krügel, landsfiskal, s
- Eric Ericson, kommunalborgmästare, s, f. 1888

## Kopparbergs län
(mandatperiod 1936-1943)
- William Nisser, disponent, h
- Erik Lindblom, direktör, fp
- Ejnar Lindbärg, kamrer, s
- Anders Sundvik, kassör, s
- Sven Boman, järnbruksarbetare, s
- Erik Brandt, folkskoleinspektör, s

## Gävleborgs län
(mandatperiod 1937-1944)
- Nils Holmström, major, h, f. 1884
- Per Andersson i Koldemo, hemmansägare, bf, f. 1876
- Elon Andersson, redaktör, f
- Rickard Sandler, folkhögskolföreståndare, s
- Carl Eriksson i Ljusdal, möbelhandlare, s, f. 1881
- Per Granath, postiljon, s, f. 1882
- Hemming Sten, redaktör, s

## Västernorrlands län och Jämtlands län
(mandatperiod 1941-1948)
- Gustaf Velander, rådman, h, f. 1884
- Leonard Tjällgren, lantbrukare, bf
- Sam Larsson, byråchef, f, f. 1883
- Arthur Engberg, landshövding, s
- Nils Olsson i Rödningsberg, hemmansägare, s, f. 1873
- Verner Söderkvist, överlärare, s
- Emil Näsström, fattigvårdsordförande,  s
- Per Olofsson, fjärdingsman, s
- Anselm Gillström, redaktör, s
- Sven Edin, hemmansägare, s

## Västerbottens län och Norrbottens län
(mandatperiod 1939-1946)
- Nils Gabrielsson, lantbrukare, h, f. 1876
- Carl Fredrik Carlström, rektor, h, f. 1882
- Torsten Caap, stiftssekreterarea, h
- Johan Magnus Bäckström, byggmästare, f, f. 1876
- Per Näslund, hemmansägare, f
- Ernst Hage, f.d. distriktskamrer, s
- Karl Johanson i Vännäs, lokomotivförare, s, f. 1881
- Lage Svedberg, småbrukare, s
- Sven Hansson, hemmansägare, s
- Sven Linderot, redaktör, k